# 盖斯·贝利
奥古斯塔斯·贝利（英語：Augustus Bailey，1951年2月18日—1988年11月28日）是美国NBA联盟前职业篮球运动员。他在1974年的NBA选秀中第2轮第5顺位被休斯顿火箭选中。